# Nigel Clarke
Nigel Clarke (né en 1960) est un musicien et compositeur britannique.

## Biographie
Clarke commence sa carrière comme musicien dans une fanfare militaire puis étudie la composition à la Royal Academy of Music avec Paul Patterson.
En 1997, Clarke se rend aux États-Unis dans le cadre de l’International Visitor Leadership Program et le Marine Band joue une de ses pièces, Samurai, dirigé par le colonel Timothy Foley. Le Winnipeg Fress Press décrit la pièce comme une œuvre palpitante et bruyante inspirée par les tambours japonais.

## Discographie
- Samurai, Black Fire, The Miraculous Violin (Naxos 2007)
- Music for Thirteen Solo Strings (2015, Toccata Classics TOCC0325)
- Mysteries of the Horizon – Nigel Clarke, David Thornton ; Grimethorpe Colliery Band, dir. Sandy Smith (novembre 2018, janvier, février, juin 2019, Naxos)
- Earthrise - Version pour orchestre (Naxos 2023).